# James Mitri
James Mitri (Londen, 28 februari 1999) is een Engels-Nieuw-Zeelands wielrenner die als beroepsrenner onder meer reed voor Burgos-BH.

## Carrière
In 2017 nam Mitri onder meer deel aan de juniorenversies van Nokere Koerse en de Ronde van Vlaanderen. Daarnaast eindigde hij dat jaar op plek 31 in het algemeen klassement van de Ronde des Vallées.
Eind januari 2018 werd bekend dat Mitri per direct prof werd bij Burgos-BH. Zijn debuut voor de ploeg maakte hij in de Ronde van Murcia, waar hij buiten de tijdslimiet over de finish kwam. In zijn tweede profseizoen werd hij onder meer negentiende in de Circuito de Getxo.
Hij richtte in 2021 de wielerploeg Global 6 Cycling op, waar hij zelf ook twee jaar voor zou rijden. In 2023 en 2024 was hij ploegleider bij de door hem opgerichte ploeg.

## Resultaten in voornaamste wedstrijden
|      | \| Jaar \| Milaan-San Remo \| Ronde van Lombardije \| \| ---- \| --------------- \| -------------------- \| \| 2020 \| buit.tijd \| opgave \| |                      |
| Jaar | Milaan-San Remo | Ronde van Lombardije |
| 2020 | buit.tijd | opgave               |

## Ploegen
- 2018 –  Burgos-BH (vanaf 30-1)
- 2019 –  Burgos-BH
- 2020 –  Vini Zabù-KTM
- 2021 –  Global 6 Cycling
- 2022 –  Global 6 Cycling

Cabedo · Cubero · Ezquerra · González · Herklotz · Langellotti · López · Mamykin · Mendes · Merino · Mitri · Robredo · Rubio · Salas · Sessler · Simón · Torres
Bico · Bol · Cabedo · Cubero · Ezquerra · Fernandes · Fuentes · Gibson · Langellotti · López · Madrazo · Mitri · Peñalver · Robredo · Rubio · Sessler · Sureda · Vilela
Aalrust · Becking · Berlin · Bongiorno · Hansen · Jones · Koerjanov · Mitri · O'Donnell · Paluta · Pettersen · Pithie · Sessler · Steinacher
Sjabloon:Navigatie selectie wielerploeg/Global 6 Cycling 2022